# Gaithersburg
Gaithersburg is een plaats (city) in de Amerikaanse staat Maryland, en valt bestuurlijk gezien onder Montgomery County. In Gaithersburg bevindt zich het hoofdkantoor van het National Institute of Standards and Technology (NIST, voorheen National Bureau of Standards).

## Demografie
Bij de volkstelling in 2000 werd het aantal inwoners vastgesteld op 52.613.
In 2006 is het aantal inwoners door het United States Census Bureau geschat op 57.934, een stijging van 5321 (10.1%).

## Geografie
Volgens het United States Census Bureau beslaat de plaats een oppervlakte van
26,3 km², waarvan 26,1 km² land en 0,2 km² water. Gaithersburg ligt op ongeveer 190 m boven zeeniveau.

## Plaatsen in de nabije omgeving
De onderstaande figuur toont nabijgelegen plaatsen in een straal van 8 km rond Gaithersburg.